# L'Affaire Cicéron
Pour plus de détails, voir Fiche technique et Distribution.
L'Affaire Cicéron (titre original : Five Fingers) est un film d'espionnage américain réalisé par Joseph L. Mankiewicz, sorti en 1952 tiré du livre éponyme de Ludwig Carl Moyzisch, qui s'inspire très librement de faits réels survenus lors de la Seconde Guerre mondiale.

## Synopsis
En mars 1944, à Ankara, Diello, le valet de chambre de l'ambassadeur du Royaume-Uni, propose à Moyzisch, un attaché de l'ambassade du Troisième Reich, de lui vendre des microfilms de documents britanniques classés top-secret. Dubitatifs, Moyzisch et ses supérieurs acceptent, tout en craignant un piège. Ils donnent au domestique le nom de code « Cicéron », vantant son éloquence équivalente au célèbre orateur romain. La première livraison, annonçant les lieux et dates de bombardements, se révèle authentique. Le marché se poursuit alors. Ayant besoin d'une façade pour masquer ses discrets rendez-vous, le valet paie Anna Slaviska, une comtesse polonaise aujourd'hui ruinée et dont il fut jadis le valet de chambre, et la charge d'organiser des soirées mondaines où la diplomatie allemande pourra officiellement se rendre. Diello pense ainsi amasser une petite fortune en peu de temps et fuir ensuite en Amérique du Sud avec Anna. Pendant ce temps, les Britanniques s'aperçoivent qu'il y a une fuite dans leurs services et envoient un agent du contre-espionnage.

## Fiche technique
- Titre : L'Affaire Cicéron
- Titre original : Five Fingers
- Réalisation : Joseph L. Mankiewicz, assisté de Gerd Oswald (non crédité)
- Scénario : Michael Wilson et Joseph L. Mankiewicz (non crédité) d'après le livre L'Affaire Cicéron (Der Fall Cicero) de Ludwig Carl Moyzisch paru aux Éditions J'ai lu leur aventure n°A44
- Production : Otto Lang et Gerd Oswald producteur associé (non crédité)
- Société de production et de distribution : Twentieth Century Fox
- Musique : Bernard Herrmann
- Photographie : Norbert Brodine
- Montage : James B. Clark
- Direction artistique : George W. Davis et Lyle R. Wheeler
- Décorateur de plateau : Thomas Little et Walter M. Scott
- Costumes : Charles Le Maire (non crédité)
- Pays d'origine : États-Unis
- Langue : Anglais
- Tournage : 17 août au 23 octobre 1951 (extérieurs tournés à Ankara et Istanbul)
- Format : Noir et blanc - 1,37:1 - Mono (Western Electric Recording) - 35 mm
- Genre : Film d'espionnage
- Durée : 108 minutes
- Dates de sortie :
  - États-Unis : 22 février 1952
  - France : 20 juin 1952

## Distribution

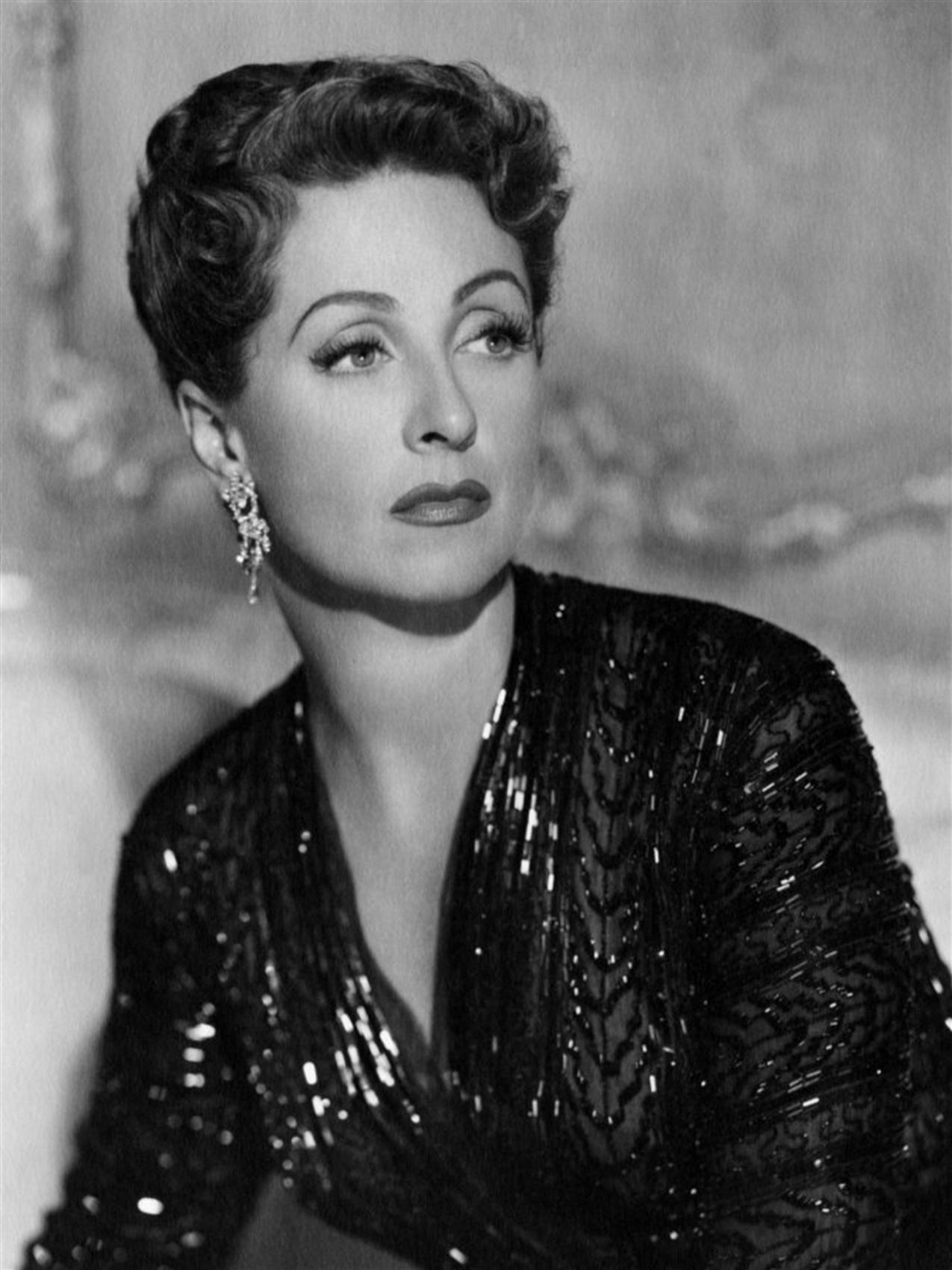
Autre photo promotionnelle.

- James Mason (VF : Jacques Erwin) : Ulysses Diello / Cicéron, valet de chambre à l'ambassade d'Angleterre
- Danielle Darrieux (VF : Elle-même) : la comtesse Anna Staviska
- Michael Rennie (VF : Marc Valbel) : Colin Travers, l'agent spécial britannique dépêché à Ankara
- Walter Hampden (VF : Jean Toulout) : Sir Frederic Taylor, l'ambassadeur britannique à Ankara
- Oskar Karlweis (VF : Henri Ebstein) : Ludwig Carl « L. C. » Moyzisch, l'attaché de Von Papen et contact de Diello
- Herbert Berghof (VF : Georges Hubert) : le colonel von Richter, l'agent allemand dépêché à Ankara pour superviser l'opération Cicéron
- John Wengraf (VF : Maurice Pierrat) : le comte Franz von Papen, l'ambassadeur d'Allemagne à Ankara
- Ben Astar : Siebert, un agent de la Gestapo
- Roger Plowden (VF : Maurice Dorléac) : Keith MacFadden, un agent britannique
- Michael Pate : Morrison, le secrétaire de l'ambassade d'Angleterre à Ankara
- Ivan Triesault : Steuben, un agent allemand
- Hannelore Axman : la secrétaire de von Papen
- David Wolfe : Da Costa, le banquier de Diello à Rio
- Lawrence Dobkin : Santos, un policier brésilien
- Nestor Paiva : l'ambassadeur de Turquie
- Antonio Filauri : l'ambassadeur d'Italie
- Richard Loo : l'ambassadeur du Japon
- Konstantin Shayne : le maître d'hôtel chez Hakim
- Lester Matthews : le sous-secrétaire
- Otto Waldis : le porteur du Pullman
- Salvador Baguez : le capitaine du bateau
- Martin Garralaga : un maître d'hôtel

Et, parmi les acteurs non crédités :
- Stanley Logan : un membre du Parlement
- Alberto Morin : le majordome de la comtesse
- Alfred Zeisler : général Joseph Kaltenbrunner

## À noter
- Le producteur Darryl Zanuck refusa que le film ait le même titre que celui du roman dont il est adapté, pensant que les spectateurs prendraient Cicero pour la ville homonyme en Illinois, près de Chicago, connue comme une place forte des gangsters et de la pègre dans les années 1920[2] et des émeutes raciales en 1951 (en)[3].
- Alors que l'action du film se situe au printemps 1944, la chanson Adieu pour toujours interprétée par Edith Piaf est entendue à plusieurs reprises en bruit de fond. Or, cette dernière n'enregistrera la chanson que deux ans plus tard pour le film Étoile sans lumière de Marcel Blistène.

- Récompenses et distinctions
- Prix Edgar-Allan-Poe du meilleur scénario en 1953 pour Michael Wilson

## Remakeset adaptations
- 1955 : Opération Cicero de Hubert Cornfield avec Ricardo Montalban, Peter Lorre et Maria Riva, adaptation de la Fox pour la série télévisée : The hour of the stars (50 minutes)
- 1959 : La Main dans l'ombre (Five Fingers), série en 16 épisodes diffusée d'octobre 1959 à janvier 1960